# Зарубинці (Збаразька міська громада)
Зару́бинці — село в Україні, у Збаразькій міській громаді Тернопільського району Тернопільської області. До 2020 орган місцевого самоврядування — Зарубинська сільська рада. Населення, станом на 2023 рік, становить 414 осіб.

## Розташування
Розташоване на річці Гніздечна, на півночі району. На сході розташована гора «Козацький горб».

## Населення

### Мова
Розподіл населення за рідною мовою за даними перепису 2001 року:
| Мова       | Кількість | Відсоток |
| ---------- | --------- | -------- |
| українська | 653       | 100%     |

## Історія
Перша письмова згадка — 1521 р. як Заруб, згодом — 1582 р. Назва походить від слова «заруб» — засіка, укріплення з повалених дерев.
В 1648 році Зарубинці від імени князя Вишневецького, тримав «у державі» (тобто був управителем) Самійло Твардовський — відомий поет, твори якого були взяті Самійлом Величком в літопис. Під час облоги Збаражу в 1649 року помістя С. Твардовського було спалене, він згадує про ці події в своєму творі «Wojna domowa z Kozaki і Tatary…»
У 17 ст. у селі спорудили палац.
1890 р. в Зарубинцях проживали 431 українець, 121 поляк, 10 євреїв; функціонували завод алкогольних напоїв, фільварок, млин і корчма.
У 1905 р. в селі спорудили чотирикласну школу (перший учитель — Онуфрій Гринькевич, який поблизу школи висадив сад і розвів пасіку).
Під час Першої світової війни у фільварку розміщувався військовий госпіталь російської армії; багатьох померлих від ран солдат поховали на високому горбі поблизу села. У Леґіоні УСС та в УГА загинули, пропали безвісти, померли 43 уродженці села, серед них польовий духівник 14-ї бригади УГА о. Володимир Ванчицький.
У 1921 р. в селі проживало 678 осіб, працювали кам'яний кар'єр і млин. Діяли філії українських товариств «Просвіта», «Луг», «Відродження», «Сільський господар» та інших, а також кооператива «Будучність», аматорський драматичний гурток і хор.
У 1925 р. діяв млин Ісака Альтстадтера, де працювало 6 осіб. У 1935 р. функціонувала 2-класна школа.
Протягом 1934—1939 рр. належали до ґміни Залужжя.
6 липня 1941 р.–5 березня 1944 р. село — під нацистською окупацією. На початку 1944 р. в Зарубинці була евакуйована частина мешканців с. Нестерівці, нині Зборівського району. Під час німецько-радянської війни в Червоній армії загинули або пропали безвісти близько 40 уродженців села. В ОУН і УПА перебували, загинули, репресовані, симпатики — 24 осіб; у тому числі вояк дивізії «Галичина» В. Бойцун; криївка була у господарстві І. Дручка. 3 серпня 1948 р. поблизу села відбувся бій між чотирма воякам УПА і 30 більшовиками, під час якого загинув повстанець «Тарас».
1949 р. в селі діяли два колгоспи, які у 1950 р. об'єднані в один; у 1990-х рр. розпайований. У 1960 р. в Зарубинцях внаслідок пожежі згоріло 6 будинків.
Є церква св. апостола Івана Богослова (1905 р., кам'яна), хресна дорога (2000-і рр.), капличка на цвинтарі, «фіґура» св. Івана Богослова.
В жовтні 2010 року створено навчально-практичний центр первинної медико-санітарної допомоги. Його відкриття і діяльність відбувається в рамках проекту «Місцевий розвиток, орієнтований на громаду».
12 червня 2020 року, відповідно до Розпорядження Кабінету Міністрів України від  № 724-р «Про визначення адміністративних центрів та затвердження територій територіальних громад Тернопільської області», село увійшло до складу Збаразької міської громади.
19 липня 2020 року, в результаті адміністративно-територіальної реформи та ліквідації Збаразького району, село увійшло до складу новоутвореного Тернопільського району.
28 лютого 2024 року відбувся похорон Романа Ющишина - українського військовика.

## Пам'ятки
- Церква Святого Івана Богослова (1905 р.; кам.);
- Музей-садиба Івана Горбачевського — пам'ятка історії місцевого значення, охоронний номер 1433;
- Статуя Матері Божої.
- Ботанічна пам'ятка природи місцевого значення Біогрупа вікових буків (0.2 га).

## Пам'ятники
- пам'ятник Тарасові Шевченку
- пам'ятний знак на честь скасування панщини в Австрійській імперії 1848 року
- символічна могила воякам УПА, полеглим у серпні 1946 (2001 р.)
- символічна могила Борцям за волю України (1993 р.).
- односельцям, загиблим у німецько-радянській війні.

## Соціальна сфера
Діють загальноосвітня школа І-ІІ ступеня (названа ім'ям академіка Івана Горбачевського), клуб, бібліотека, ФАП, спиртовий завод, ВАТ «Зоря». Музей А. Горбачевського, зелене господарство — «Квітка Росс».

## Відомі люди

### Народилися
- правник, громадський діяч Степан Бохенський (1876—1949)
- правник, громадський діяч Антін Горбачевський (1856—1944)
- біохімік, гігієніст, епідеміолог, академік, І-й міністр охорони здоров'я в Австро-Угорській імперії Іван Горбачевський (1854—1942)
- священик, громадський діяч, літератор, засновник і перший редактор першого україномовного видання США — газети «Свобода» (від 1893 року) о. Григорій Грушка (1859—1913).[7]
- редактор, релігійний діяч у Канаді Микола Дядьо (1908–р.і м. см. невід.)
- римо-католицький діяч, капелан Війська польського Петро Сусідек (1899—1981)
- польський спортсмен, олімпійський чемпіон з фехтування на Літніх Олімпійських іграх 1928 у Амстердамі Александр Малецький

## Галерея

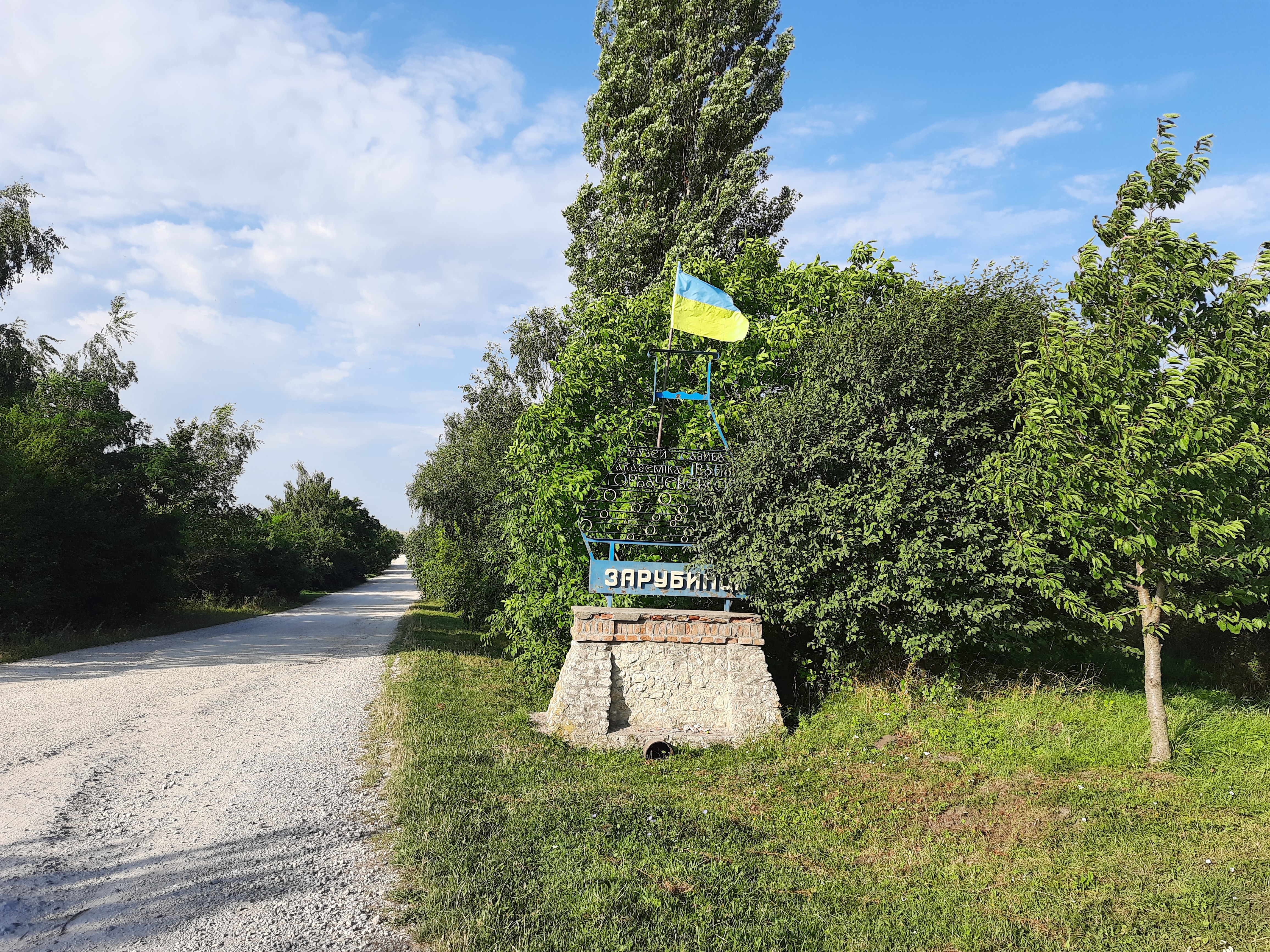
Знак при в'їзді в селоЗарубинці
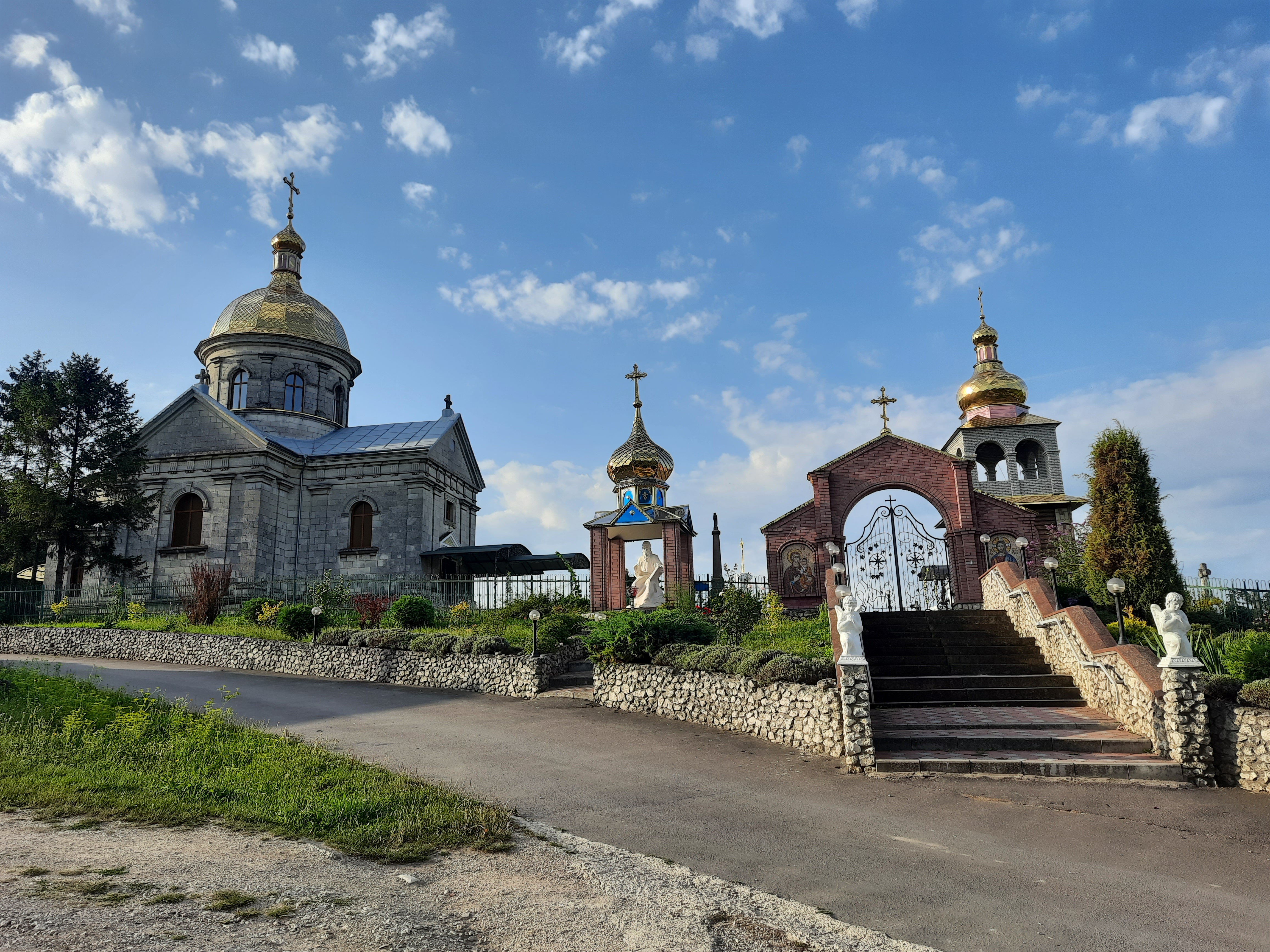
Церква Святого Івана Богослова
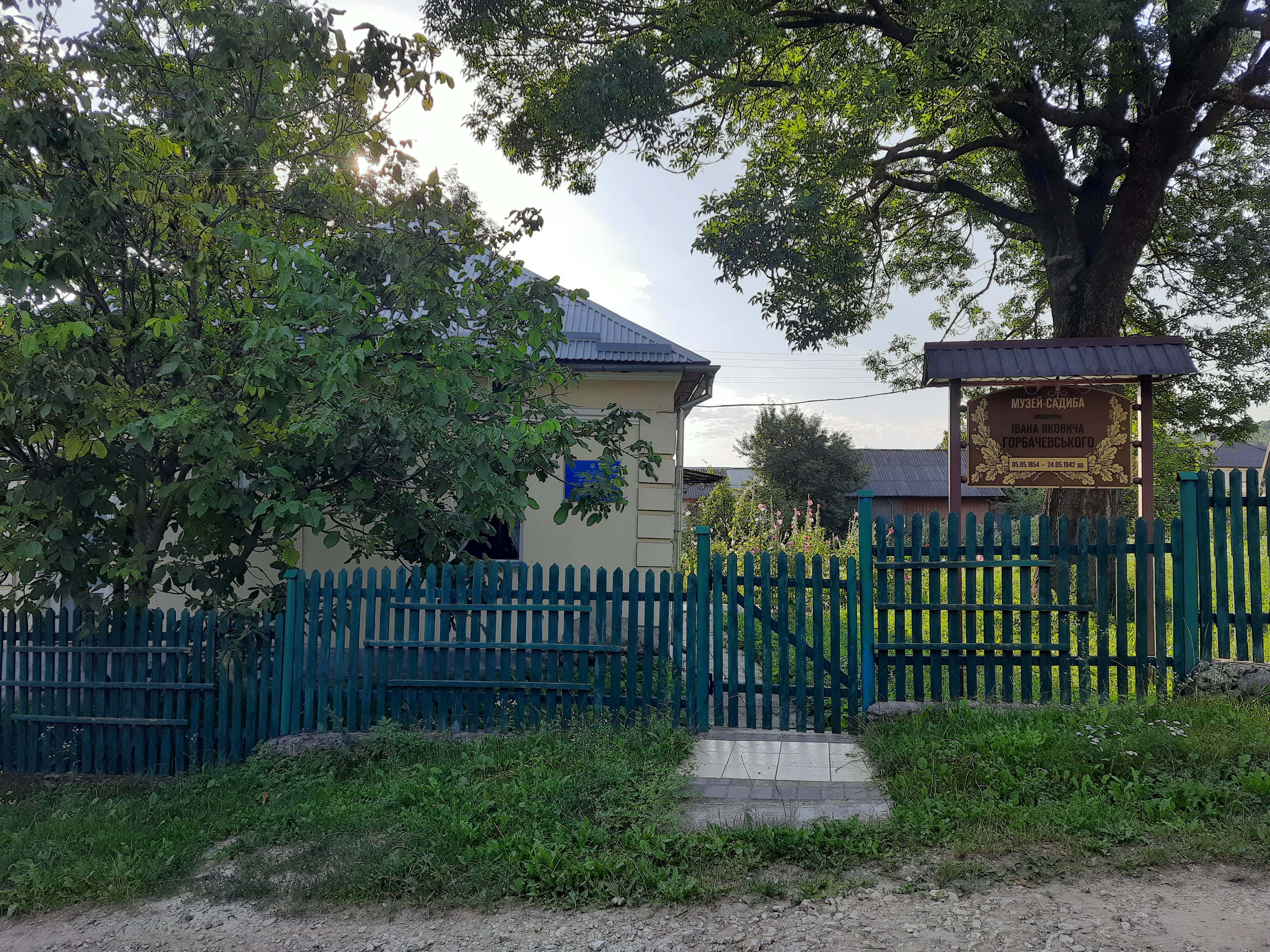
Музей-садиба Івана Горбачевського
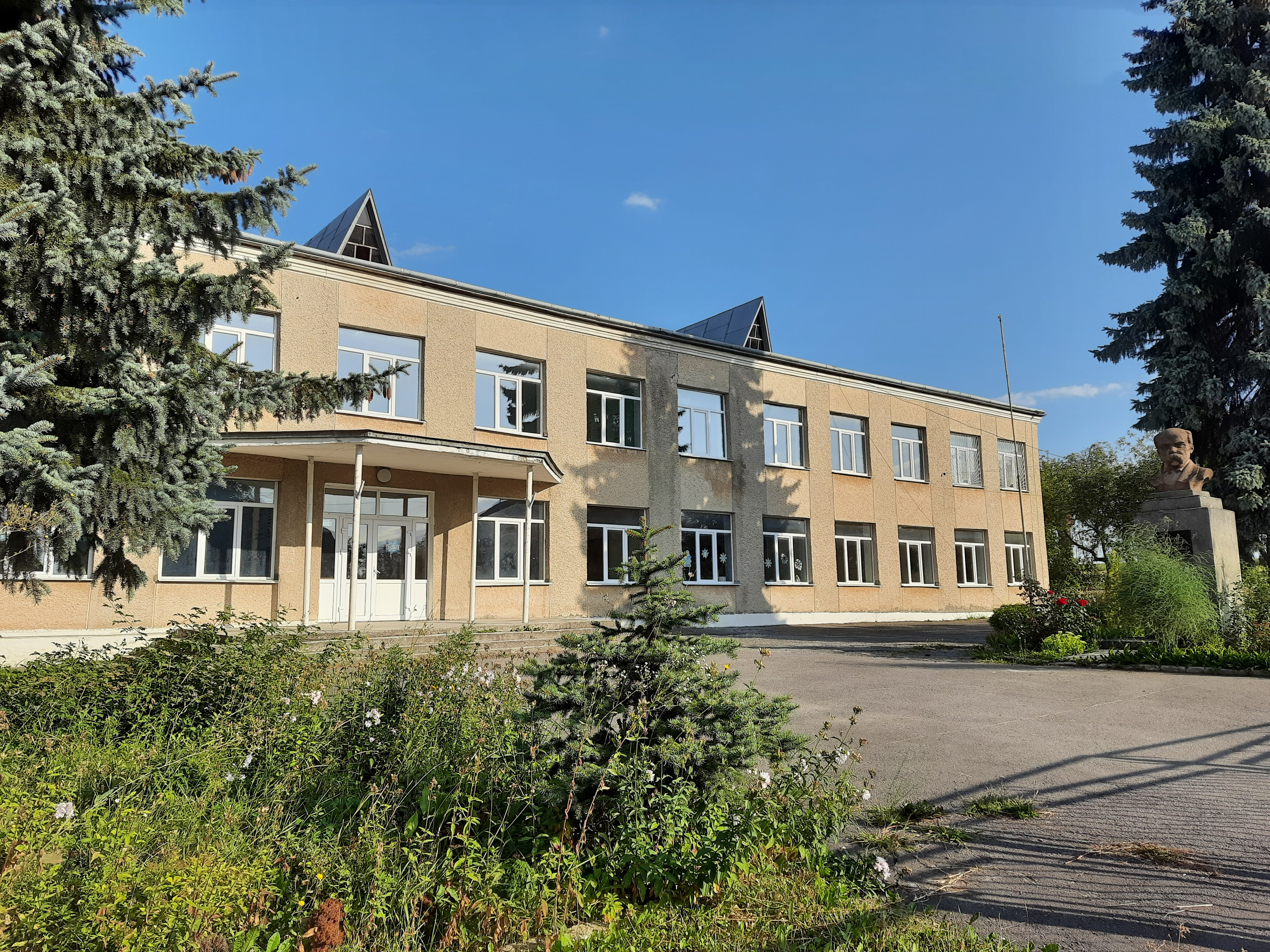
Школа
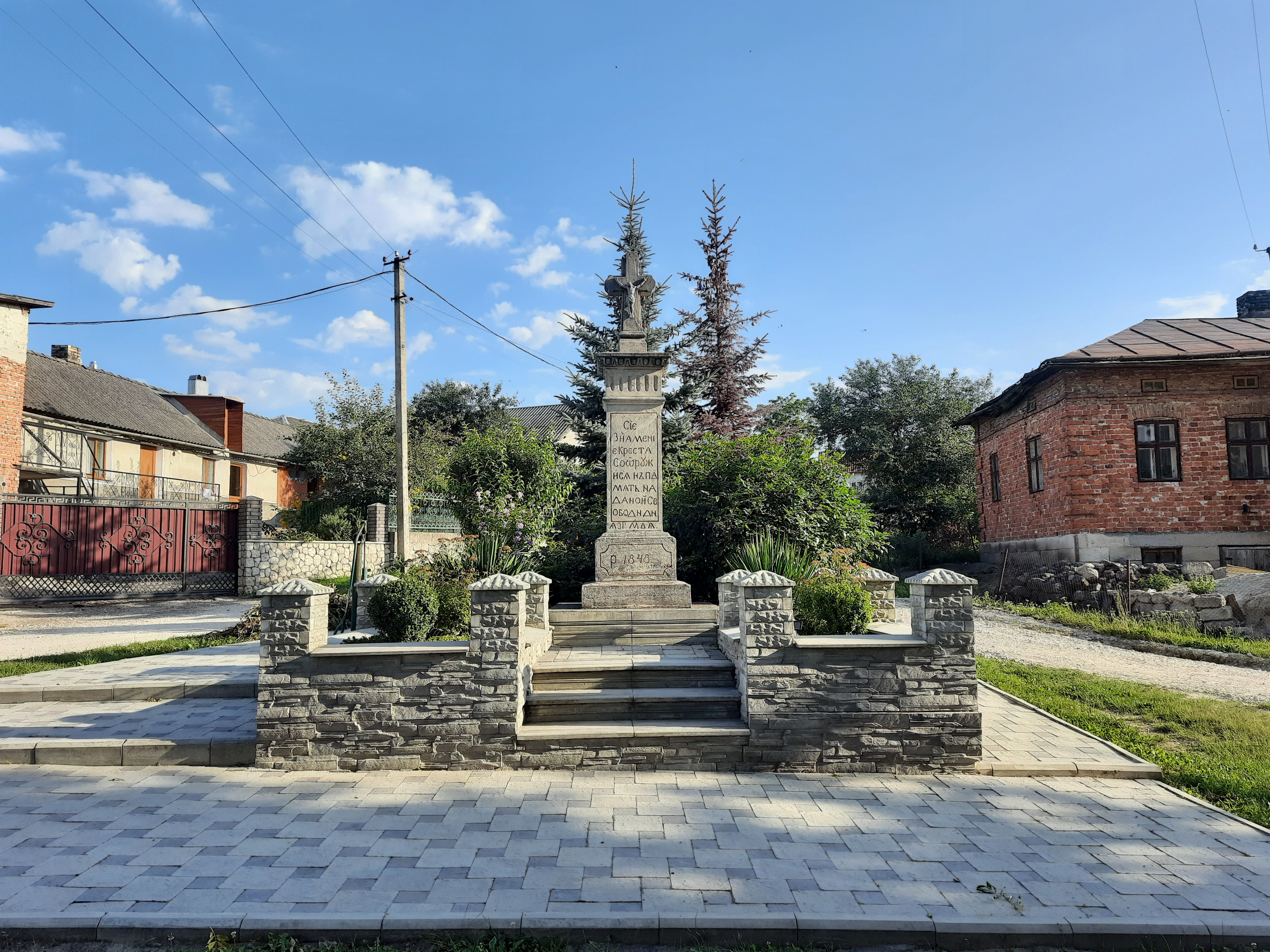
Пам'ятний знак на честь скасування панщини
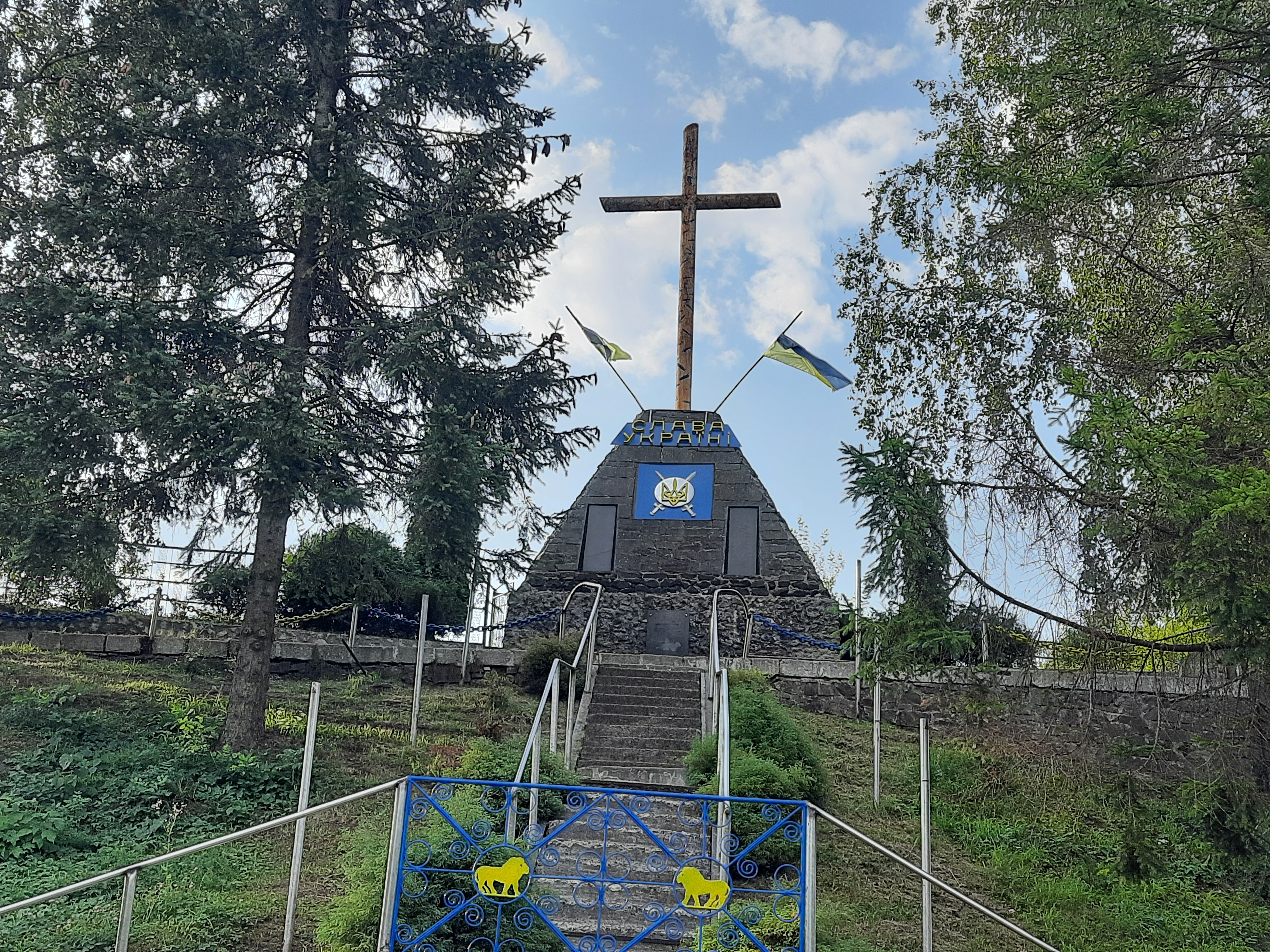
Символічна могила Борцям за волю України
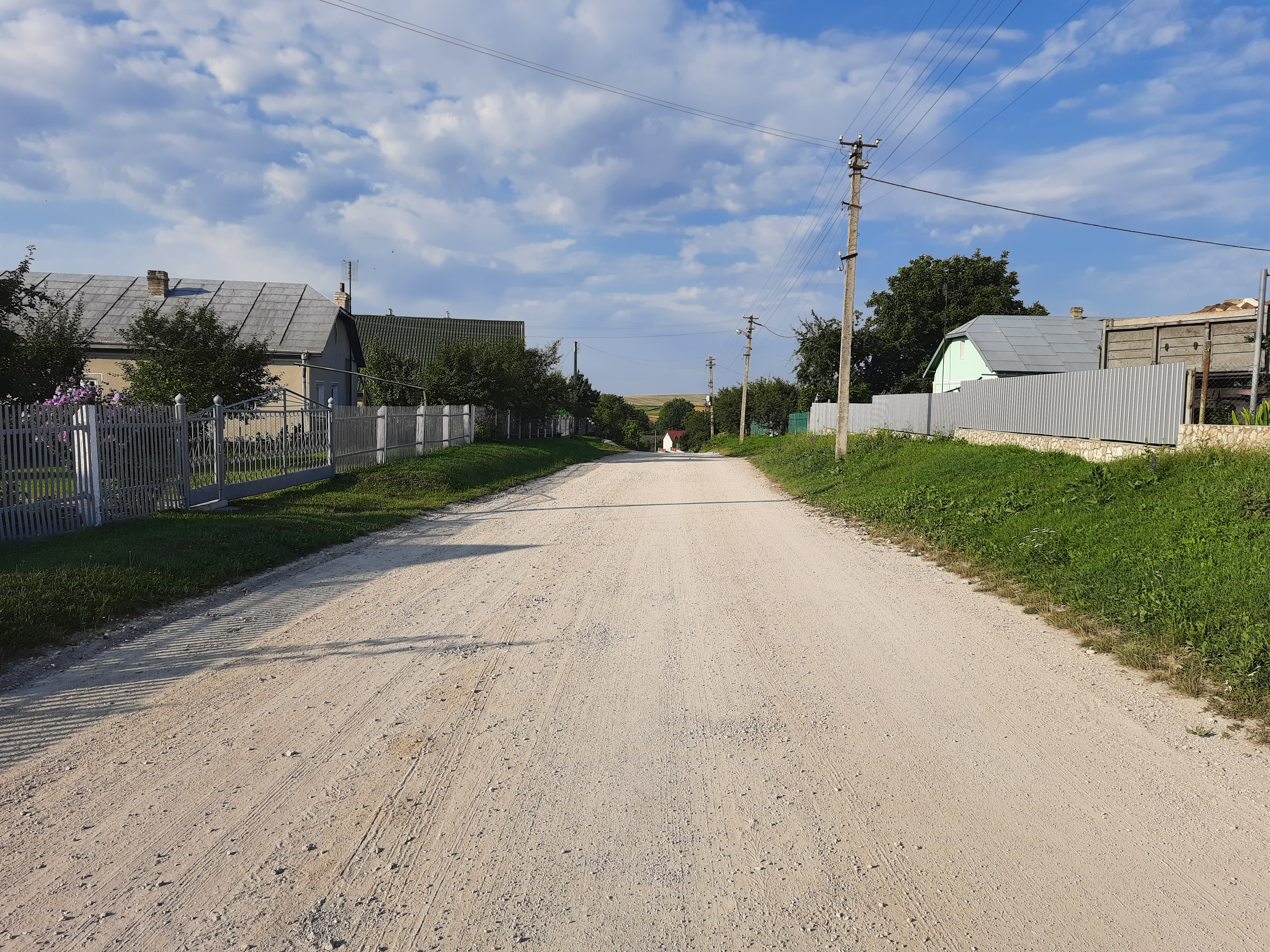
Сільська вулиця